# Elisèe Assui
N'Guessan Elisèe Assui (Varese, 3 gennaio 2006) è un cestista italiano con cittadinanza ivoriana.

## Carriera

### Club
Dopo gli inizi nella Robur et Fides Varese si trasferisce alla Pallacanestro Varese con cui compie tutta la trafila nel settore giovanile. Nel 2023 fa il suo debutto in LBA contro la Virtus Bologna, mentre nell'ottobre dello stesso anno, esordisce anche in FIBA Europe Cup. Nell'edizione 2023-2024 della competizione continentale disputa sei gare.
Nel 2024 viene selezionato per l'Euroleague Basketball Next Generation Tournament.

### Nazionale
Viene convocato dall'Italia under 18 per i campionati europei di categoria del 2024 disputando sette gare.